# Confederació de Sindicats Independents i Sindical de Funcionaris
La Confederació de Sindicats Independents i Sindical de Funcionaris, coneguda per les seues sigles CSI-CSIF, i actualment coneguda com a Central Sindical Independent i de Funcionaris (CSIF) és una organització sindical espanyola.

## Història
Va ser creada el gener de 1978 en un Congrés d'Unificació en el qual hi van participar més 180 organitzacions sota el nom de Confederació Sindical Independent de Funcionaris (CSIF).
El juny de 1991 s'unió el CSIF, que era un sindicat del sector públic, amb el sindicat del sector privat CSI.
El novembre del 2019 va denunciar el programa de televisió Polònia i al grup de música Manel, en referència a un gag còmic.

## Organització interna
S'estructura en dos nivells: les unions territorials i provincials i els sectors.
Els òrgans de direcció i representació són el Congrés General, el Consell Sindical, el Comitè Confederal, el Comitè Executiu Nacional, la Comissió de Garanties i les Seccions Sindicals.